# Ibrahim al-Fazari
Ibrāhīm al-Fazārī (in arabo إبراهيم الفزاري‎?; Iraq, ... – Baghdad, 777) è stato un astronomo, astrologo e matematico arabo attivo alla corte califfale abbaside di al-Manṣŭr.
Non deve essere confuso col figlio - anch'egli astronomo - Muḥammad ibn Ibrāhīm al-Fazārī. Compose varie opere di carattere astronomico ("Sull'astrolabio", "Sulle sfere armillari", "Sul calendario").
Il califfo ordinò a lui e al figlio di tradurre il testo astronomico indiano che sarà infine ricordato come il Zīj al-Sindhind, fruendo anche dell'apporto di Yaʿqūb ibn Ṭāriq. Il lavoro fu completato a Baghdad verso il 750, col titolo primitivo di al-Zīj ʿalā Sinī al-ʿArab e divenne probabilmente il principale veicolo di trasmissione delle conoscenze sui numerali indiani che l'India classica trasmise al mondo islamico.